# Nitronatrite

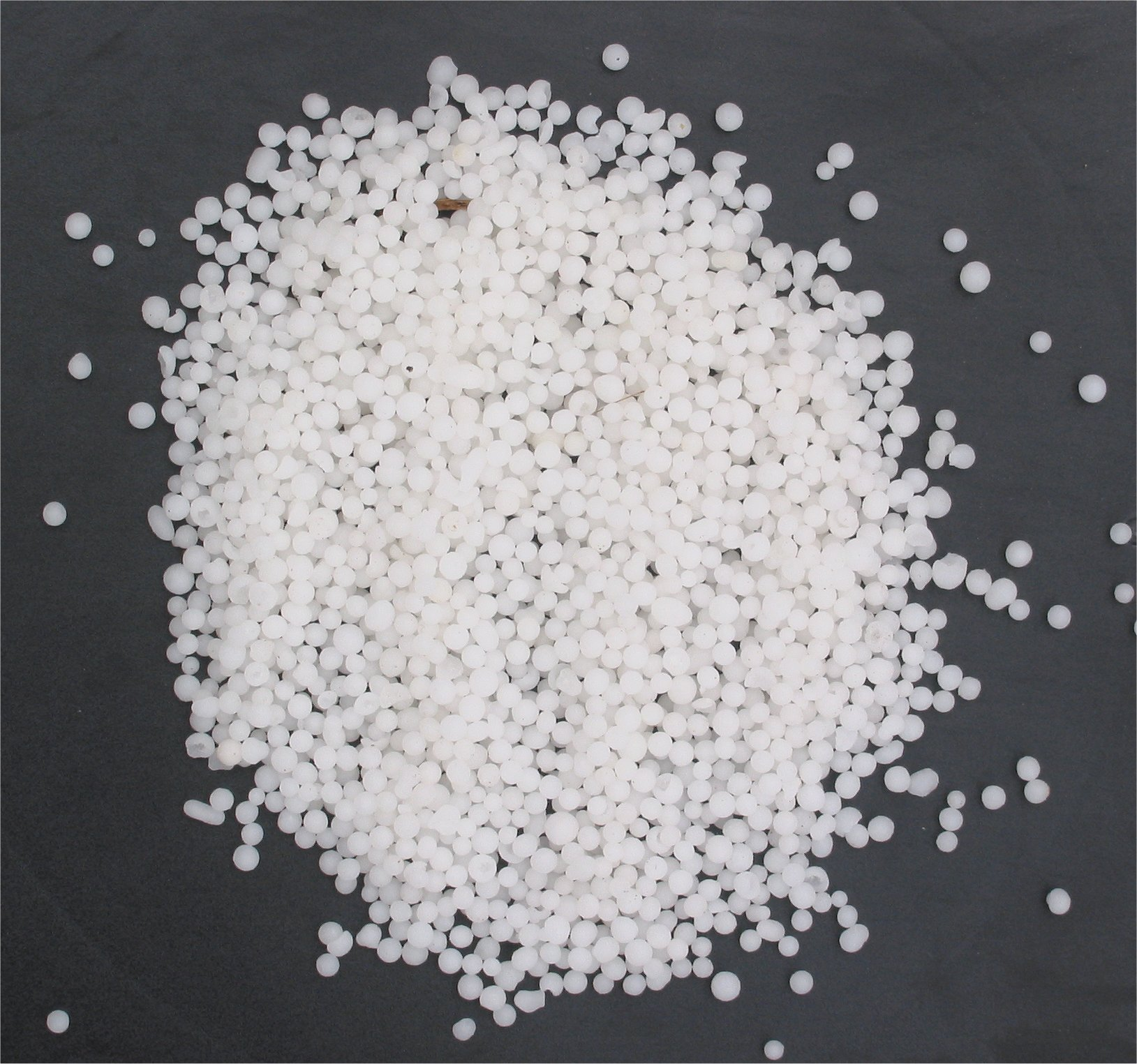
Nitrate de sodium en pastille

La nitronatrite, autrefois nommée nitratine, soude nitratée ou nitre cubique, est une espèce minérale anhydre composée du cation sodium et de l'anion nitrate correspondant au nitrate de sodium de formule chimique NaNO3, appartenant au système cristallin trigonal. Ce minéral incolore pur ou blanchâtre de densité 2,26, fragile de dureté souvent inférieure à 2 sur l'échelle Mohs, transparent à éclat vitreux, se trouve le plus souvent dans les contrées désertiques, en particulier au nord du Chili, ou dans des cavités ou grottes généralement sèches et abritées des précipitations.
Il s'agit d'un des dix minéraux classifiés nitrates les plus connus, avec par exemple le nitre, la nitrammite, la nitromagnésite, la nitrocalcite, la nitrobarite... Mélangé à un corps chimique réducteur, comme la poudre de charbon de bois, il explose à la chaleur.
C'est un minéral nullement rare et parfois très fréquent dans les milieux arides comme dans le désert d'Atacama ou en Californie, où il entre dans la composition de roches nitratées en croûtes argileuses que les Américains d'origine hispanique et les géologues dénomment caliche.

## Histoire
Les origines égyptiennes du terme grec nitron et du natron sont communes. Toutefois, ici, les chimistes rappellent avant tout la composition chimique avec la racine nitro pour l'anion nitrate et la racine natr(i) pour le cation natrium ou sodium.
Le géotype est représenté par les échantillons prélevés en 1821 près du port d'Iquique dans la région minéralogique de Tarapacà au Chili, ils sont alors dénommés par Mariano Eduardo de Rivero y Ustáriz, jeune minéralogiste et chimiste péruvien (1798–1857) alors très actif dans la région andine, soude nitratée naturelle ou native. Mélangée à des argiles, des évaporites et autres roches, la roche nitronatrite dénommées caliche forme des couches géologiques continues étendues sur plus de 250 km de longueur dans cette province.
Le minéral a été ensuite appelé Natron-Nitrat par Johann August Friedrich Breithaupt en 1832.
Le minéralogiste autrichien Haidinger le nomme en 1845 die Nitratin. Ce dernier terme a été adopté par les minéralogistes anglo-saxons après son acceptation éphémère par les savants français qui l'avaient transformé en nitratine.
En 1845, des géologues ont découvert et répertorié des formations nitratées dans les Confidence Hills ou les collines de la Confiance, au sud de la vallée de la Mort, au sud de l'état actuel de la Californie.

## Cristallochimie
La nitronatrite a la même structure cristalline que la calcite.

## Propriétés physico-chimiques
La nitronatrite, au goût salé ou à la saveur fraîche légèrement amère selon les glycochimistes, est une matière hygroscopique. Exposé à l'air humide, un échantillon de ce minéral solide finit par former une flaque visqueuse composée d'une solution dense de nitrate de sodium.
Elle est très soluble dans l'eau. Ce dernier solvant pur peut contenir jusqu'à 921 g·l-1 à 25 °C. 
Sa solubilité pour 100 g d'eau pure croît avec le facteur température, elle passe de 73 g à 0 °C, à 180 g à 100 °C.
Elle est légèrement soluble dans la glycérine et l'alcool à 95 %. Elle est très soluble dans l'ammoniac et l'hydrazine.
Elle fuse sur les charbons ardents, mais moins vite que le nitre. Le pouvoir explosif est moindre avec un corps réducteur à la chaleur.
Les échantillons massifs génèrent par frottement une électricité résineuse, donc émettent des ions négatifs, voire des électrons.
La cristallisation de minéraux nitrates, tels que la nitronatrite, le nitre et la nitromagnésite, sur les parois des peintures murales d'église ou de bâtiments prestigieux, est à l'origine de détérioration catastrophique en cas de variations de température et d'humidité ambiante, voire de mutations thermiques pluriséculaires ou d'infiltrations lentes ou rapides d'eau.

## Gîtes et gisements
Le nitronatrite, de couleur la plus souvent blanche colorée par les impuretés, est habituellement en croûtes massives blanches, grises ou brun jaunâtre ou rougeâtre, en efflorescences soyeuses parfois grises, mais aussi en masses grenues ou terreuses à l'origine associée à des encroûtements.
Les amas granulaires sur les parois finissent par former une roche massive stable en absence d'eau, sans présence de matière réductrice et d'effet de chaleur en point chaud. Dans les zones très arides, la nitronatrite forme des efflorescences à même le sol.

### Gîtologie et minéraux associés
Ce minéral est associé à d'autres nitrates dans certaines régions désertiques extrêmement arides, notamment le désert d'Atacama. Une fraction des sources d'azote dans la structure minérale néoformée serait l'apport de gaz diazote par les vents violents et desséchants qui y soufflent souvent. Mais ce minéral nitronatrite imprègne les sols chargés en matières organiques, et il est facile de postuler qu'une des sources principales de ces dépôts azotés sont des masses d'excréments d'animaux transformées par des anciens milieux bactériens, en particulier le guano des oiseaux peuplant autrefois cette côte aux eaux parfois poissonneuses. Il est facilement transporté en surface par les rares eaux de pluies violentes dans les zones basses. Il est dans ce cas fortement associé au nitre.
Dans le cas où le nitre est quasiment absent ou peu présent, la nitronatrite peut provenir de la précipitation de matière soluble issue du lessivage de formations volcaniques, après évaporation de l'eau de transport. Dans ce cas, il s'agit d'un des composants majoritaires des nitrates du Chili, dénommé salpêtre du Chili ou caliche. Elle y est présente massivement à l'état de roche en croûtes alternées avec des couches d'argiles plus ou moins épaisses. Le minéral est ici parfois associé à des borates comme l'iquiquéite par exemple dans le salar de Miraje, province d'Antofagasta.
Les fumerolles, salses et gryphons... de Salton sea en Californie du sud contiennent beaucoup de minéraux azotés, tels que la boussingaultite (NH4)2Mg(SO4)2 • 6 H2O, la koktaïte (NH4)2Ca(SO4)2 • H2O, la lecontite (NH4,K)NaSO4 • 2 H2O, la mascagnite (NH4)2SO4, le salmiac NH4Cl et la tschermigite NH4Al(SO4)2 • 12 H2O, mais aussi déjà de la nitratine. Il est concevable que les bactéries nitrifiantes en présence d'eau ou de trace d'eau puissent avec le temps transformer une fraction de l'azote ammoniacal de cette matière minérale en nitrates, la concentrant ipso facto en nitratine, nitre, nitromagnésite, nitrammite, nitrocalcite. Le transport peut ensuite être discriminant et sélectif. Toutefois, dans la plupart des cas, les concentrations rocheuses n'excèdent pas quelques pourcents en nitrate ou en nitratine, par exemple dans les caliches des Confidence Hills. Enfin, dans certains caliches, milieux oxydants s'ils sont assez concentrés en nitronatrite, de larges traces à de faibles fractions d'anions perchlorates et surtout iodates apparaissent au cours des temps géologiques, par simple oxydation des ions chlorures et iodures.
Association : nitre, darapskite (de), gwihabaïte, humberstonite, lautarite, brüggenite (de), épsomite, kiesérite, gypse, bassanite, anhydrite, halite, glaubérite, thénardite, mirabilite, nitrocalcite, polyhalite, blödite, dietzéite (it), tarapacaïte (en), lopézite, nitrobarite, ulexite, probertite, ginorite, hydroboracite, kaliborite, iquiquéite et autres minéraux d'évaporites...
La nitroglaubérite ou nitroglauberite est un mélange variable de nitronatrite et de darapskite Na3(SO4)(NO3) • H2O.

### Gisements abondants ou caractéristiques

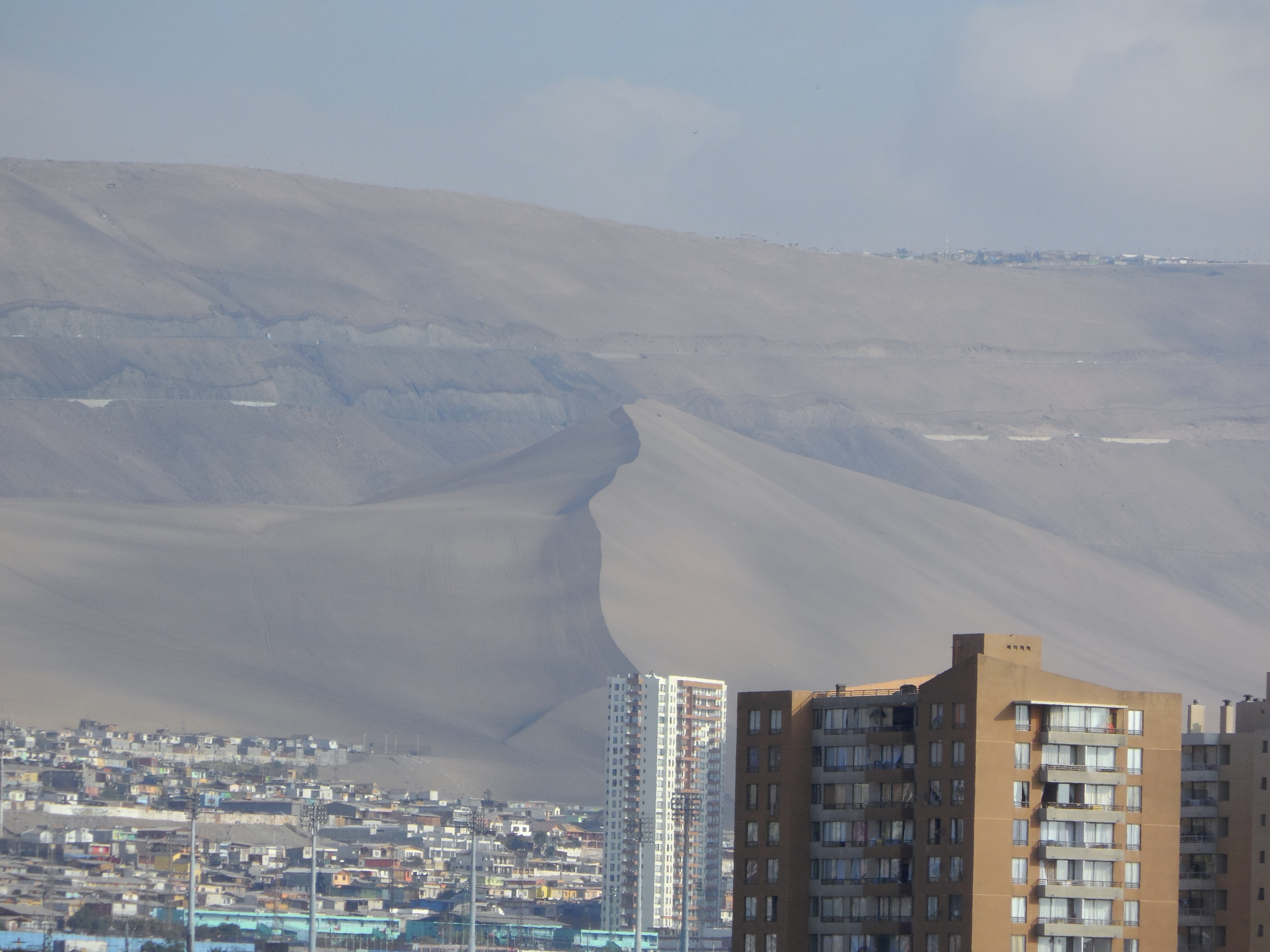
Monts desséchés du district d'Iquique

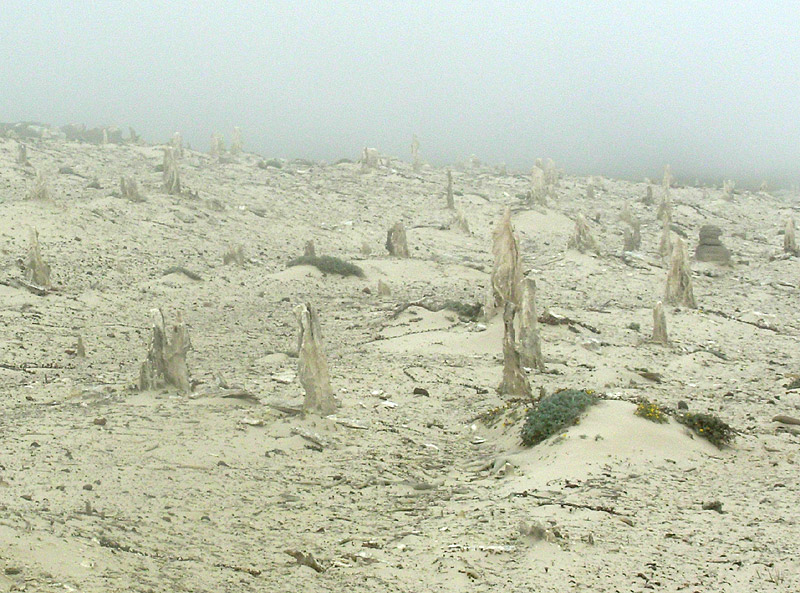
"Forêt chaotique de caliche" sur l'île de San Miguel, Californie. Le pays aride, oxydant et désolé hanté par l'archange de la Mort des Chrétiens

- Argentine

Météorite d'Orbigny, Buenos Aires
- Bahamas

grottes de San Salvador
- Bolivie
- Chili

Iquique et ses environs, région de Tarapacá. Dans cette région, notons les anciennes usines de salpêtre de Humberstone et de Santa Laura, classées au patrimoine mondial par l'UNESCO.
Salar de Miraje ou Taltal, Antofagasta
Carrière de la rivière de sel, district du cheval mort ou Caballo Muerto, Chañaral, Atacama
- Chine

mine du Xinjiang
- Égypte
- États-Unis

Confidence Hills ou les collines de la Confiance, au sud de la vallée de la Mort, Californie
île San Miguel, Santa Barbara, Californie
- Espagne
- Inde
- Iran
- Italie

grottes de Molfetta, Apulie
mine Corchia, Berceto, province de Parme, Émilie-Romagne
Mont sant'Angelo, campagne de Rome, Latium
- Japon

carrière d'Oya, Toshigi, province du Kanto, île d'Honshu
- Pérou
- Roumanie

grotte calcaire de Cerna
- Russie -Ukraine

Mont Bakla, Bakchisaray et boue du volcan Bulganak, péninsule de Kerch, en Crimée
- Venezuela

grottes
- Afrique du Nord

## Usages
- Fertilisant en faible quantité et engrais anciens
En 1920, cet engrais recommandé par les autorités agricoles françaises était utilisé en couverture de printemps, à hauteur de 100  à   400 kg par hectare par temps sec. Toutefois, l'analyse chimique des engrais issus des nitrates du Chili a révélé la présence de traces ou de faibles fractions d'anions chlorates ou d'anions oxydants, polluants chroniques qui finissaient à la longue par modifier durablement la chimie des sols.
- Chimie de base (synthèse d'acide minéraux comme l'acide nitrique ou l'acide sulfurique, de différents nitrates ou nitrites) et des différents dérivés nitrés.
- Agent oxydant, par exemple en métallurgie.
- Composant d'émail ou d'émaux pour les verriers et potiers.
- Matière comburante pour dispositif de propulsion (fusée).
- Matière pour feux d'artifice.
- Parfois, conservateur alimentaire.

## Histoire: nitrières et nitrates du Chili à la fin duXIXesiècleet au début duXXesiècle
Une nitrière désigne un lieu où se trouve du nitrate, par conséquent d'où on peut en retirer. Les nitrières naturelles au nord du Chili le long d'une côte aride, en particulier dans la province de Tarapascà, sont des amas considérables de terres nitreuses ou d'argiles nitratées. Les sels impurs extraits de ces croûtes rocheuses ne contiennent au mieux que 25 à 40 % de nitrate de sodium ou nitronatrite, et sont nommées caliche comme la roche, mais ils étaient autrefois improprement dénommés "salpêtre ou nitre du Chili, du Pérou ou de Bolivie", selon le pays exportateur. Les différents nitrates sont extraits par lixiviation avec l'eau.
Le bas prix de revient de cette matière première et surtout son emploi par l'industrie chimique pour les engrais, la synthèse de l'acide nitrique et ses dérivés, comme les composés nitrés utile à l'industrie des explosifs ou de l'armement, ont contribué à son essor et à son apogée à la Belle Époque. En 1920, deux tiers des engrais agricoles était produit dans le monde à partir des nitrates sud-américains. Mais durant l'entre-deux-guerres, le nitrate chilien est entré en concurrence avec la fabrication synthétique, fruit du progrès de la chimie des gaz valorisant les procédés Haber-Bosch et Ostwald, ou encore du procédé Birkeland et Eyde.